# Себетов, Руслан Владимирович
Руслан Владимирович Себетов — советский хозяйственный, государственный и политический деятель.

## Биография
Родился в 1934 году в Северо-Осетинской АССР. Член КПСС с 1961 года.
С 1957 года — на хозяйственной, общественной и политической работе. В 1957—1990 гг. — плавильщик Соликамског магниевого завода Пермской области, дежурный по электролизу, сменный инженер цеха орджоникидзевского завода «Электроцинк», инструктор отдела Северо-Осетинского обкома КПСС, секретарь, первый секретарь Ленинского РК КПСС г. Орджоникидзе, заведующий отделом Северо-Осетинского обкома КПСС, председатель Северо-Осетинского областного совета профсоюзов, первый секретарь Орджоникидзевского горкома КПСС, второй секретарь Северо-Осетинского обкома КПСС
Избирался депутатом Верховного Совета РСФСР 11-го созыва. Делегат XXVI, XXVII съездов КПСС и XIX партконференции.
Жил во Владикавказе.